# Бачвице (Травник)
Бачвице је насељено место у Босни и Херцеговини у општини Травник. Административно припада Федерацији Босне и Херцеговине, односно њеном Средњобосанском кантону. Према попису становништва из 2013. у насељу је било 597 становника, а већинску популацију чинили су Бошњаци.

## Становништво
По последњем службеном попису становништва из 2013. године у овом насељу живело је 597 становника, а село је било етнички хомогено са већинском бошњачком популацијом.
| Националност | 2013. | 1991.        | 1981.        | 1971.        |
| Бошњаци      | —     | 616 (82,46%) | 485 (82,48%) | 593 (83,64%) |
| Хрвати       | —     | 1 (0,13%)    | (%)          | 3 (0,42%)    |
| Срби         | —     | 107 (14,32%) | 101 (17,18%) | 108 (15,23%) |
| Југословени  | —     | 15 (2,01%)   | 1 (0,17%)    | 1 (0,14%)    |
| остали       | —     | 8 (1,07%)    | 1 (0,17%)    | 4 (0,56%)    |
| Укупно       | 597   | 747          | 588          | 709          |